# Technik logistyk
Technik logistyk – tytuł zawodowy nadawany w Polsce absolwentom szkół kształcących w zawodzie technik logistyk, po uzyskaniu pozytywnych wyników z egzaminów potwierdzających kwalifikacje wyodrębnione w zawodzie.
Absolwent szkoły kształcącej w zawodzie technik logistyk powinien być przygotowany do wykonywania następujących zadań zawodowych:
- przyjmowania i wydawania towarów z magazynu;
- przechowywania towarów;
- prowadzenia dokumentacji magazynowej;
- planowania, organizowania i dokumentowania procesów transportowych;
- planowania, organizowania i dokumentowania procesów spedycyjnych[1]

Kwalifikacje wyodrębnione w zawodzie technik logistyk po reformie oświaty z 2017 roku:
- AU.22 Obsługa magazynów
- AU.32 Organizacja transportu

Kwalifikacje wyodrębnione w zawodzie technik logistyk po reformie oświaty z 2019 roku:
- SPL.01 Obsługa magazynów
- SPL.04 Organizacja transportu